# Rędziny (powiat częstochowski)
Rędziny – wieś w Polsce, położona w województwie śląskim, w powiecie częstochowskim. Siedziba gminy Rędziny. Według danych z 31 grudnia 2020 roku miejscowość zamieszkiwało 4 691 osób.
Pod względem fizycznogeograficznym Rędziny położone są na Wyżynie Wieluńskiej. Miejscowość wchodzi w skład aglomeracji częstochowskiej. Pomimo tego, że nigdy nie była miastem, jest dość silnie zurbanizowana. Oprócz niskiej zabudowy znajduje się tam także osiedle bloków mieszkaniowych, zamieszkane przez ok. 2 tys. osób (Rędziny-Osiedle).

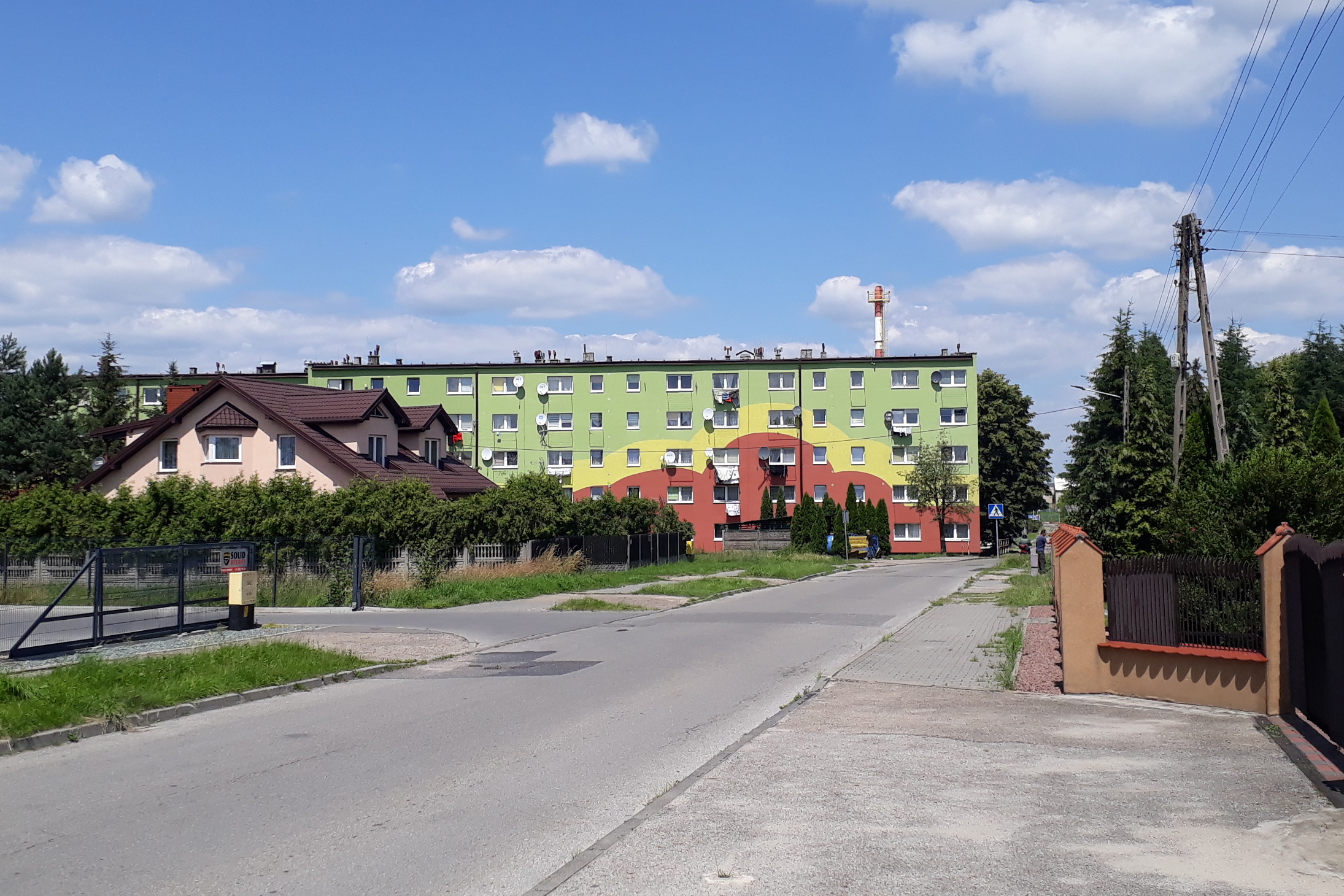
Zabudowa wielorodzinna w Rędzinach-Osiedlu

## Historia
Pierwsza wzmianka o miejscowości pochodzi z 1220 roku, z dokumentu biskupa krakowskiego Iwo Odrowąża, w którym miejscowość wymieniona jest jako Randzyny. Według rejestru podatkowego powiatu krakowskiego, w 1490 roku wieś Rędziny należała do zamku olsztyńskiego. Od 1624 roku w Rędzinach działała filia parafii w Mstowie, ze stale rezydującym duszpasterzem. W roku 1864 została otwarta Gminna Szkoła w Rędzinach. W 1866 roku erygowano samodzielną parafię.
W dobie Sejmu Wielkiego Rędziny należały do powiatu lelowskiego. W 1867 roku gmina Rędziny (istniejąca już wcześniej) została włączona do powiatu częstochowskiego należącego do guberni piotrkowskiej. W latach 1954–1972 miejscowość była siedzibą gromady Rędziny, od roku 1973 ponownie jest siedzibą gminy. W latach 1975–1998 miejscowość należała administracyjnie do województwa częstochowskiego.

## Komunikacja

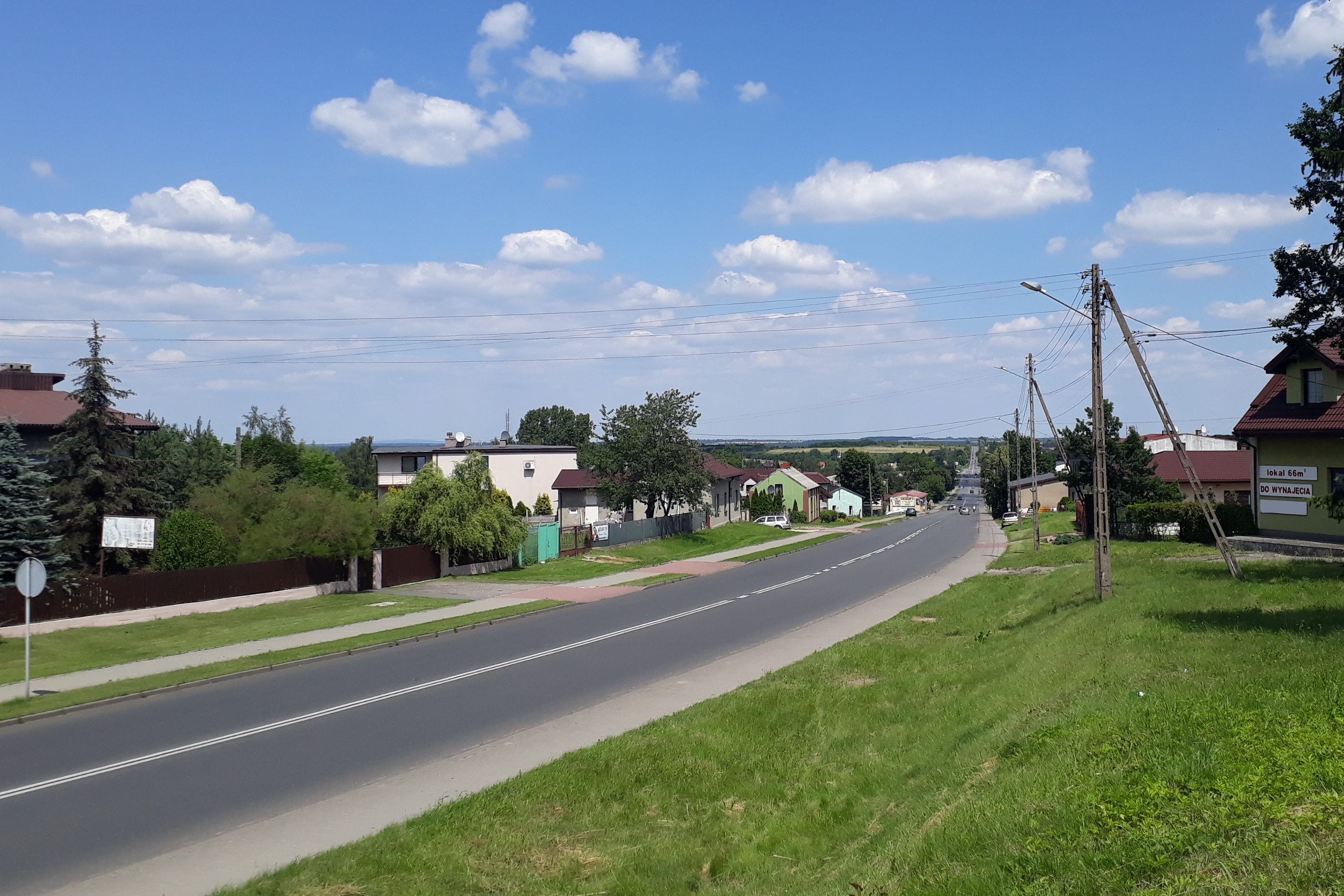
Ulica Wolności (DK 91)

Przez miejscowość przebiega droga krajowa 91 (ulica Wolności). Transport publiczny jest obsługiwany przez Gminny Zakład Komunikacyjny w Rędzinach.

## Zabytki
- Neogotycki kościół NMP Nieustającej Pomocy wybudowany w latach 1897–1901, konsekrowany w 1903.
- Cmentarz z ogrodzeniem z końca XIX wieku.
- Budynek plebanii z 1907 roku.
- Kaplica z końca XIX wieku wybudowana na miejscu cudownego źródła leczącego choroby oczu.
- Kapliczka z początku XX wieku.
- Domy mieszkalne i młyn z końca XIX i początku XX wieku.

## Oświata
- Zespół Szkolno–Przedszkolny nr 1 (ul. Szkolna 7)
- Zespół Szkolno–Przedszkolny nr 2 (ul. Działkowiczów 3)

## Religia
W miejscowości funkcjonuje rzymskokatolicka parafia św. Otylii. Parafia została utworzona w 1866 roku.

## Sport

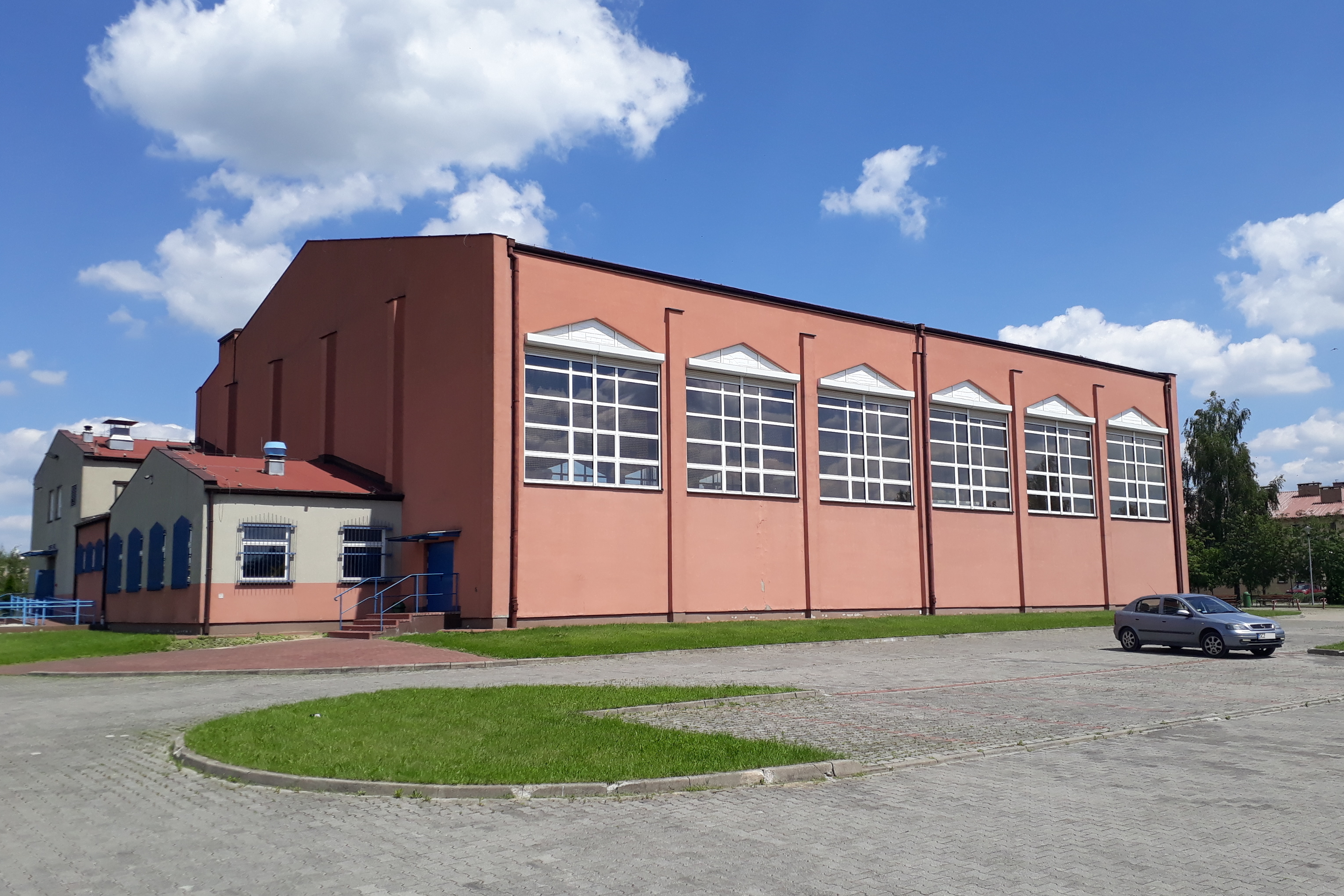
Gminna Hala Sportowa

### GKS Unia Rędziny
W Rędzinach działa klub piłkarski Gminny Klub Sportowy Unia Rędziny. Klub funkcjonuje od 1997 roku i posiada barwy czerwono-czarne. W sezonie 2025/2026 występuje w V lidze grupie śląskiej I (północnej).
W sezonie 2022/2023 Unia zagrała w finale Pucharu Polski na szczeblu województwa śląskiego ulegając Polonii Bytom 2-3.
Początkowo klub rozgrywał swoje mecze w Rędzinach, w miejscu, gdzie obecnie stoi Gminna Hala Sportowa. Później drużyna grała na boiskach klubów KS Stradom i Warta Mstów, a w Rudnikach na stadionie przy ulicy Dworcowej 18A (w obrębie kamieniołomu Lipówka) grały tylko grupy młodzieżowe. Od 29 maja 2013 na boisku w Rudnikach grali również seniorzy.
Następnie klub jako gospodarz grał swoje mecze w Kamyku, a w 2024 roku grywa na obiekcie w Łobodnie.

### Obiekty sportowe
- Gminna Hala Sportowa z widownią na 180 osób, oddana do użytku w 2006 (ul. Działkowiczów 20)
- Orlik z boiskiem do piłki nożnej, boiskiem do koszykówki i piłki ręcznej, bieżnią i skocznią do skoku w dal, zlokalizowany obok hali sportowej[21].

## Integralne części wsi
Rejestr TERYT wyróżnia pięć integralnych części wsi. Cztery z nich (wszystkie oprócz Ołowianki) są jednocześnie sołectwami.
- Rędziny-Kolonia (SIMC 0144590)
- Rędziny-Okupniki (SIMC 0144609)
- Rędziny-Ołowianka (SIMC 0144615)
- Rędziny-Osiedle (SIMC 0144621)
- Rędziny-Wyrazów (SIMC 0144638)